# Jadebusen
Jadebusen er en havbugt i Nordsøen ved kysten af Tyskland.
Bugten har et areal på omkring 180 km². Bugten blev dannet i perioden 1100-1600, da landskabet Rüstringen flere gange blev ramt af stormflod. Det meste af Rüstringen ligger nu på bunden af Jadebusen.
Havnebyen Wilhelmshaven ligger ved den vestlige bred af bugten.

## Historie
Jadebusen blev til den 17. februar 1164 ved den såkaldte Julianenflut, som ifølge samtidige kilder krævede 20.000 menneskeliv langs Nordsøkysten. Handelsbyen Aldessen (Haroldsheim) forsvandt i bølgerne og ligger nu på Jadebusens bund for altid. Sin største udstrækning fik Jadebusen ved Antonioversvømmelsen den 16. januar 1511 da ødelæggelserne efter oversvømmelserne i 1509 og 1510 blev fuldendt. I disse tre år forsvandt eller solgtes en stor del af den tyske kyst, og nye bosættelser blev til på højere beliggende områder.
Jadebusen blev udnyttet som både havn for krigsskibe og handelsrejsende i de følgende år. Kong Christian V lod i 1681 bygge byen Christiansborg ved Varel, men vandvejen dit kunne med datidens teknik ikke holdes åben. Derfor opgav danskerne deres projekt om at udvide Danmarks indflydelse vestover i 1693. I begyndelsen af 1700-tallet planlagde zar Peter den Store at anlægge en orlogshavn i Hooksiel, hvor han havde en af mange allierede. Men heller ikke denne nåede længere end til tegnebordet, og det eneste, som er tilbage, er et minndsmærke om det i Hooksiels havn.
Ud over vanskelighederne med at holde vandvejene farbare var også levevilkårene vanskelige langs kysterne, da forsyningerne uden havn blev komplicerede. Preussen formåede til sidst at grundlægge byen Wilhelmshaven i år 1853 på det erhvervede Oldenburgs territorium. Store dele af arbejderstaben led under knapheden på ferskvand og de febersygdomme, som hærgede i områdets sumpmarker. Tidvis var op imod 40 % syge, nogen med malaria.
Ved Preussens erhvervelse af landområdet tog man en stor risiko eftersom det ikke var sikkert at det var mulig at kunne oprette en orlogshavn i Jadebusen. Man begyndte 1854–55 med en måling af vanddybderne i og uden for bugten og fandt langs nordøstsiden af den østfrisiske ø Wangerooge en farbar led som efter bearbejdelse endnu i dag benyttes som farled til Jadebusen. Det første søkort blev til i 1856, og det første officielle søkort blev offentliggjort 1858/59.
Gennem Jadebusen går i dag Tysklands dybeste farled, som imidlertid ikke tillader dybere stikkende fartøjer end tankers. Det er arbejde i gang for at bygge JadeWesterPort på Jadebusens vestside, nord i Wilhelmshaven, og da skal også containerfartøjer kunne gå ind i bugten.